# Necroscia albofasciata
Necroscia albofasciata är en insektsart som beskrevs av Ludwig Redtenbacher 1908. Necroscia albofasciata ingår i släktet Necroscia och familjen Diapheromeridae. Inga underarter finns listade i Catalogue of Life.